# Dédoun
Dieu égyptien originaire de Nubie, Dédoun (Dedwen) est représenté sous l'aspect d'un faucon ou, à partir du Nouvel Empire, sous la forme d'un lion.
Protecteur de la forteresse de Semna, il est également présent dans les temples érigés par Thoutmôsis III à el-Lessiya et sur l'île de Uronarti, en Haute-Nubie.
Une petite chapelle élevée en son honneur a été sauvée des eaux du lac Nasser et remontée sur le site de la nouvelle Kalabsha.
S'il est toujours vénéré jusqu'à la 2e cataracte durant l'époque gréco-romaine, Dédoun ne semble pas avoir fait l'objet d'un culte particulier en Égypte. Le dieu est toutefois mentionné dans des inscriptions et cité à diverses reprises, doté du qualificatif de « Seigneur de Nubie », dans les textes des pyramides.
Sous l'aspect anthropomorphique d'un jeune homme venu du sud, il apporte en présent à l'Égypte le peuple nubien et ses richesses ainsi que l'encens qu'il brûle lors des naissances royales.